# Rikihiro Sugiyama
Rikihiro Sugiyama (杉山 力裕 Sugiyama Rikihiro?), född 1 maj 1987 i Shizuoka prefektur, är en japansk fotbollsspelare.
Sugiyama började sin karriär 2006 i Kawasaki Frontale. 2015 flyttade han till Shimizu S-Pulse. Efter Shimizu S-Pulse spelade han för Avispa Fukuoka.